# Морские коровы

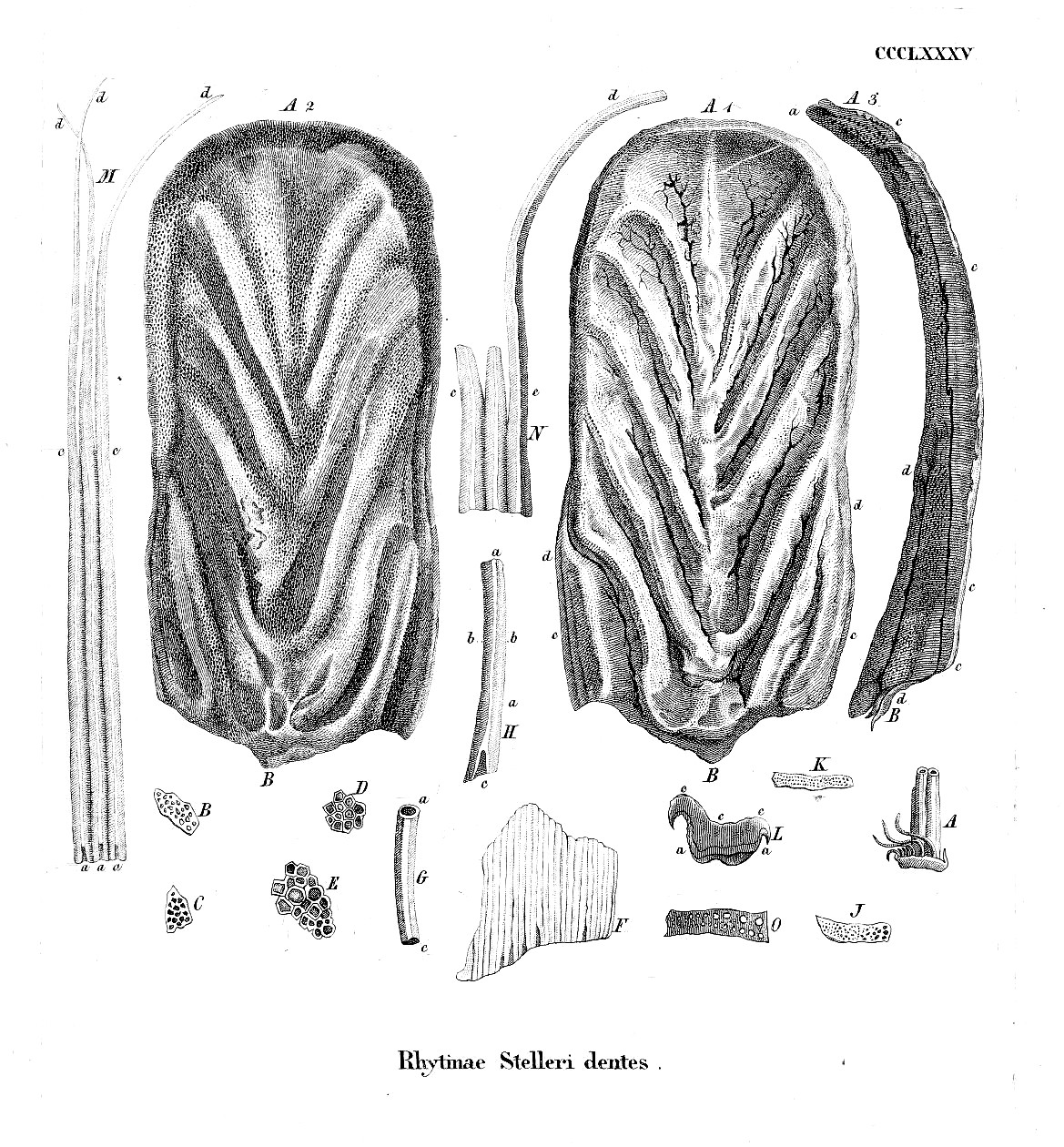
Зубные пластины стеллеровой коровы (рисунок около 1835 года)

Морские коровы (лат. Hydrodamalis) — род вымерших млекопитающих из семейства дюгоневых отряда сирен. Морские коровы обитали в прибрежных водах северной части Тихого океана с позднего миоцена по голоцен. Известно 2 или 3 вида этих животных. Появились около 7,9 млн лет назад. Родственными родами являются Dusisiren и Metaxytherium.

## Внешний вид и строение
Морские коровы были очень велики — длина тела 7—10 метров и вес 4—10 тонн.
Их головы были относительно небольшими, а туловище массивное, веретенообразной формы. Хвост с двулопастным плавником, как у китообразных. Передние ласты довольно короткие, с редуцированными кистями (многие фаланги пальцев атрофировались). Передние конечности походили на культи и служили для передвижения — «хождения» по дну при кормёжке и обрывания водорослей. При необходимости морские коровы могли довольно быстро перемещаться, делая вертикальные взмахи хвостом.
У морских коров (у стеллеровой коровы — точно) нос и подвижная верхняя губа составляли отдалённое подобие мясистого хобота, доставлявшего в рот пищу. У них практически полностью отсутствовали зубы. У эмбрионов Hydrodamalis cuestae закладывались альвеолы верхних коренных зубов, на этом их развитие завершалось. Вместо зубов у морских коров был очень своеобразный аппарат из двух ребристых роговых пластин, одна из которых располагалась на нёбе, а другая на нижней челюсти. Для черепа этих зверей характерен сильный пахиостоз.

## Распространение и места обитания
Населяли многие акватории от Японии на западе до Калифорнии на востоке. Им требовались мелкие, достаточно спокойные воды, где они были бы обеспечены пищей (водорослями и морскими травами) и в какой-то мере защищены от штормов и морских хищников (акул и китообразных). Поэтому расселение морских коров шло в основном по мелководью вдоль морских побережий.

## Образ жизни
Представители рода были медлительными и мирными животными. Большую часть времени они паслись на мелководье, поедая морскую растительность. Морские коровы не могли глубоко нырять и потому плавали у поверхности воды, часто выставив из неё верхнюю часть спины. Они жили семьями, которые собирались в стада до нескольких сотен особей.

## Эволюция рода
Развитие семейства сирен во второй половине миоцена и в плиоцене в северной части Тихого океана шло по пути продвижения на север, приспособления к холодам и увеличения размеров. При этом в рационе появлялись всё более холодоустойчивые виды морских растений.
Предшественниками и вероятными предками этих животных были более древние представители семейства дюгоневых из рода дусисиренов (Dusisiren), состоявшего из нескольких видов. Из них самым близким к морским коровам считается Dusisiren takasatensis. Ископаемые остатки этого вида найдены в средней части острова Хонсю (Япония). Они датируются поздним миоценом (11,6—7,2 млн лет назад). По ряду признаков (форма нёба, редукция зубного ряда, строение затылочной суставной поверхности и так далее) Dusisiren takasatensis находится между более ранним Dusisiren jordani и древнейшим представителем рода — Hydrodamalis cuestae.